# Дельнеки, Габор
Габор Ласло Дельнеки (венг. Delneky Gábor Lázsló; 29 мая 1932, Будапешт — 26 октября 2008, Орландо, Флорида) — венгерский фехтовальщик-саблист. Олимпийский чемпион 1960 года, серебряный призёр чемпионата мира 1959 года, бронзовый призёр чемпионата мира 1961 года.

## Биография
Габор Дельнеки родился 28 мая 1932 года в венгерском городе Будапешт.
Когда Дельнеки было 10 лет, умерла его мать, а когда было 13, его отца отправили в военно-трудовой лагерь. После этого стал заниматься спортом.
С 1952 года выступал в соревнованиях по фехтованию за будапештский «Вашаш» с перерывом на 1956—1958 годы, когда он представлял Вооружённые силы. Восемь раз становился чемпионом Венгрии в фехтовании на саблях. Трижды становился серебряным призёром Кубка европейских чемпионов (1966—1968).
Дважды выигрывал медали чемпионата мира в командных турнирах саблистов — серебряную в 1959 году в Будапеште и бронзовую в 1961 году в Турине.
В 1960 году вошёл в состав сборной Венгрии на летних Олимпийских играх в Риме. В командном турнире саблистов сборная Венгрии, за которую также выступали Аладар Геревич, Рудольф Карпати, Пал Ковач, Золтан Хорват и Тамаш Менделеньи, на групповом этапе победила Бельгию — 9:3, в четвертьфинале выиграла у Румынии — 9:3, в полуфинале у Италии — 9:6, в финале у Польши — 9:7.
Имея специальность в гражданском строительстве, руководил инженерным отделом фирмы «Визитерв».
В 1969 году перебрался из Венгрии в Рим, а вскоре перебрался в Чикаго. Получив гражданство США, окончил Висконсинский университет в Милуоки, став магистром инженерных наук. Работал по профессиональной инженерной лицензии во Флориде и Иллинойсе.
Умер 26 октября 2008 года в американском городе Орландо в штате Флорида.